# Donabe

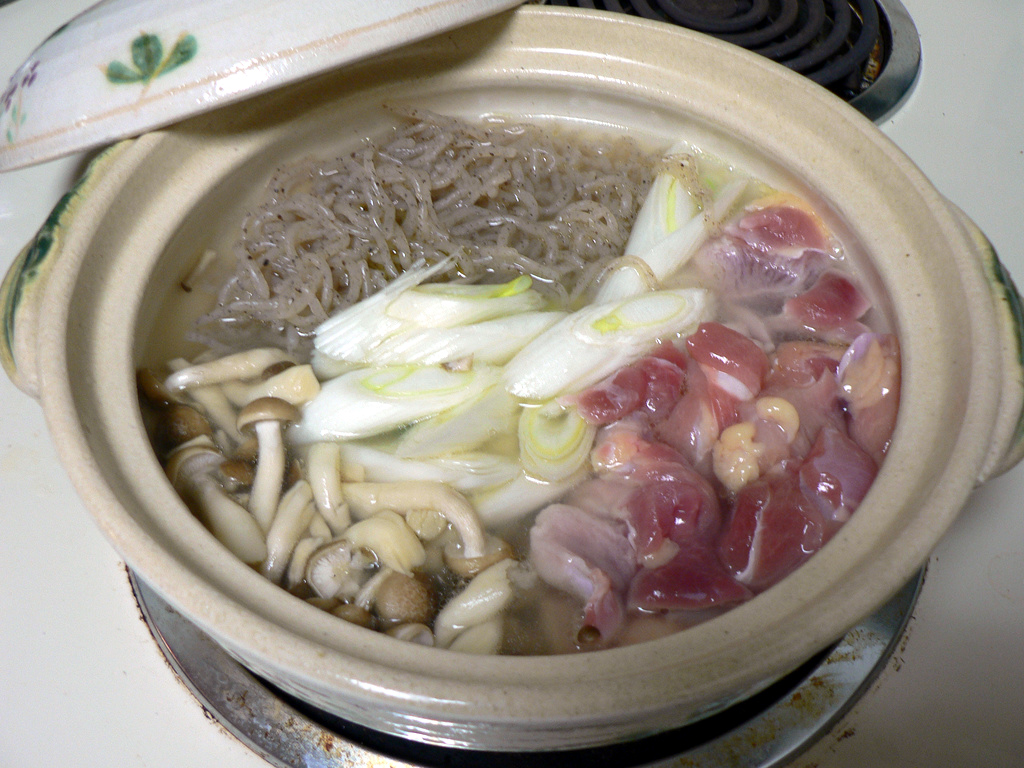
Diversos ingredientes en un donabe.

El donabe (en japonés 土鍋, literalmente ‘olla de barro’) es un tipo de olla hecho de una arcilla especial para usarse directamente sobre la llama en la cocina japonesa. Con frecuencia la comida se utiliza directamente en la mesa sobre un quemador de gas para elaborar diversos platos nabemono tales como el shabu-shabu.
El donabe suele ser vidriado por dentro y poroso por fuera. El material es parecido al de las ollas de barro o piedra, si bien estas no suelen poder usarse directamente sobre la llama. Sin embargo, el donabe puede usarse sobre la llama así como en horno si se toman tres precauciones: primera, que el exterior esté completamente seco antes de usarse, ya que la humedad dentro de la arcilla se expande con el calor y puede agrietar el cacharro; segunda, que se caliente gradualmente para reducir la posibilidad de grietas debidas a la dilatación; y tercera, que nunca se deje en la llama si está vacío.
Si se maneja adecuadamente, estas ollas pueden durar décadas y unas pocas unidades han sobrevivido siglos. Cuando un nuevo donabe se compra, debe dejarse hervir agua en él durante horas y secarse antes de usarse para cocinar. Otras fuentes sugieren que el usuario simplemente debe llenar el donabe con agua y dejarla en él toda la noche. Este proceso debe repetirse si el donabe se deja sin usar durante mucho tiempo.
En los viejos ryōteis de Kioto se guardan donabes con décadas de antigüedad que se usan solo con clientes especiales. Los donabes nuevos deben usarse durante años para envejecerlos con este fin.